# نانكا بربت

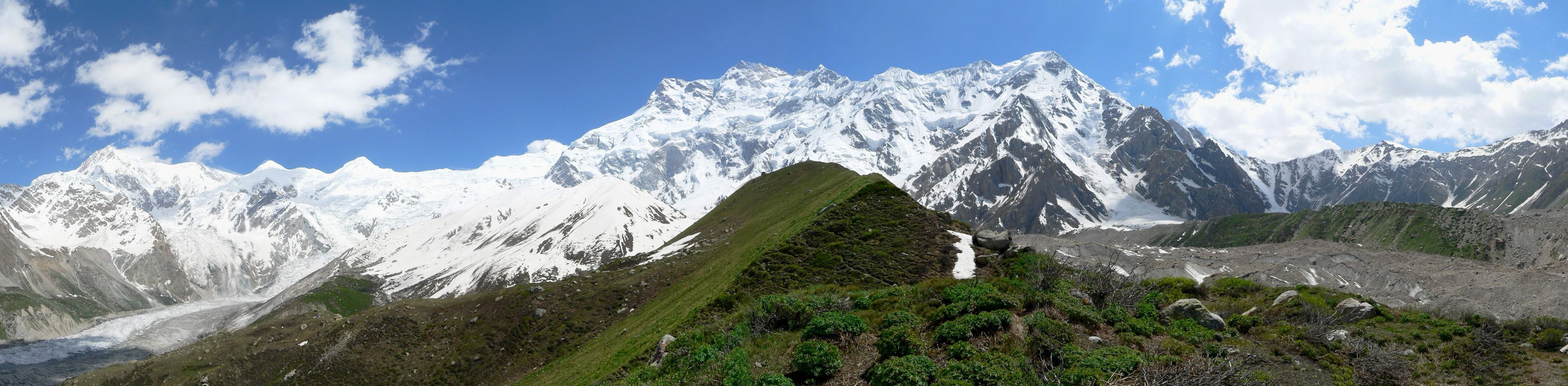
نانكا بربت

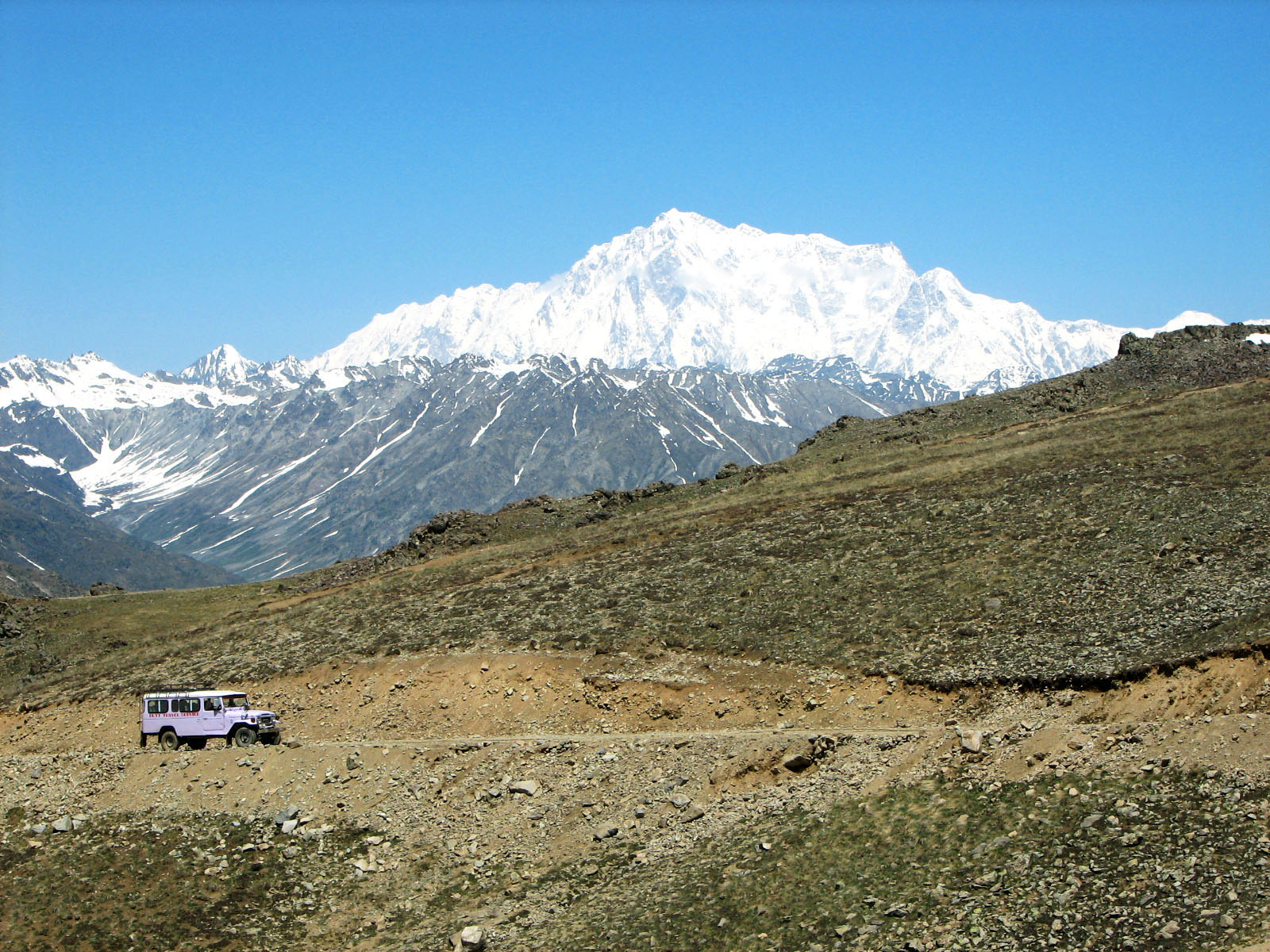
نانكا بربت

نانكا بربت (بالأوردية:نانگا پربت) هو تاسع أعلى جبل في العالم يقع في باكستان ويعد من ضمن سلسلة جبال الهيمالايا جنوبي نهر السند ويبلغ ارتفاعه 8,126 متر. كلمة نانكا بربت تعني بلغة لغة أردية الجبل العاري وهذا الجبل يصنف على انه واحد من اخطر الجبال، التي يتعدى ارتفاعها ال 8000 متر للمتسلقين فالكثير من هواة التسلق لقوا حتفهم وهم يحاولون تسلقه لذلك يرمز إلى هذا الجبل بجبل الموت.

## السطح الخارجي
يتكون السطح الخارجي من الجليد والصخور مما يزيد من صعوبات التسلق التي قد تواجه المتسلقين.

## تاريخ التسلق
أول محاولات التسلق بدأت في عام 1895 حيث أن البعثة وصلت إلى ارتفع 7000 متر وتوقفت نتيجة وفاة رئيس البعثة وإثنين من المرافقين.
في عام 1930 أبدى الألمان اهتمام لتسلق قمم جبال همالايا وذلك بعد إن نجح الئنكليز في تسلق التيبت ولكن كل حملاتهم لم ترق إلى المستوى المطلوب من النجاح.
في عام 1932 حاولة بعثة ألمانية أمريكية مشتركة تسلق الجبل وحققو نجاح لا بئس به نتيجة نقص الخبرة والطقس السيئ.
في عام 1934 حاول الألمان مجدداً تسلق القمة ونجحوا في الوصول إلى ارتفاع 7895 متر ولكن سوء الأحوال الجوية أجبرت الفريق على التراجع وحاسرة هذا الفريق على ارتفاع 7480 متر وتوفي نتيجة هذا 8 من الفريق بمن فيهن رئيس البعثة.
في عام 1937 حاول الألمان مجدداً وسلك نفس الطريق التي سلكتها بعثة 1934 ولكن بسبب انهيار ثلجي توفي معظم الفريق.

## أول محاولة ناجحة
في عام 1953 نجح النمساوي هيرمان بوول Hermann Buhl وحيداً بعد إن تراجع فريقه في الوصول إلى القمة بعد معاناة كبيرة فقد خلالها أحد أحذيته وقارورة الأكسيجين الخاصة به.
واستمرت المحاولات وكان اخرها بعثة كارل أنتركرشر في 15 يوليو 2008 والتي لم تنجح واوردت إل bbc بأن البعثة هي في عداد المفقودين حالياً.

## أعلام
- خوسيه أنطونيو ديلغادو
- توم بالارد
- كارل فيين